# Callidiopini

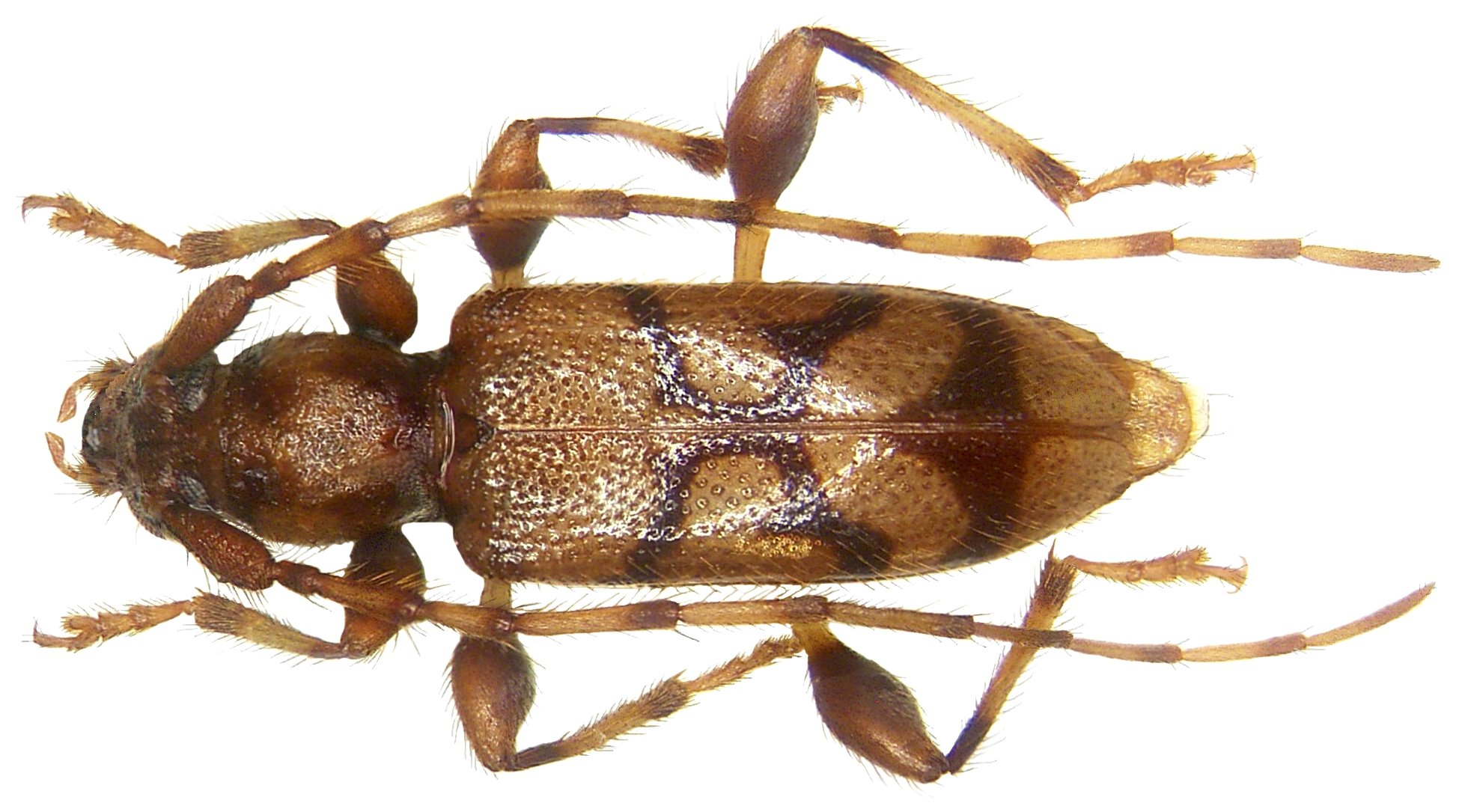
Bethelium monticola

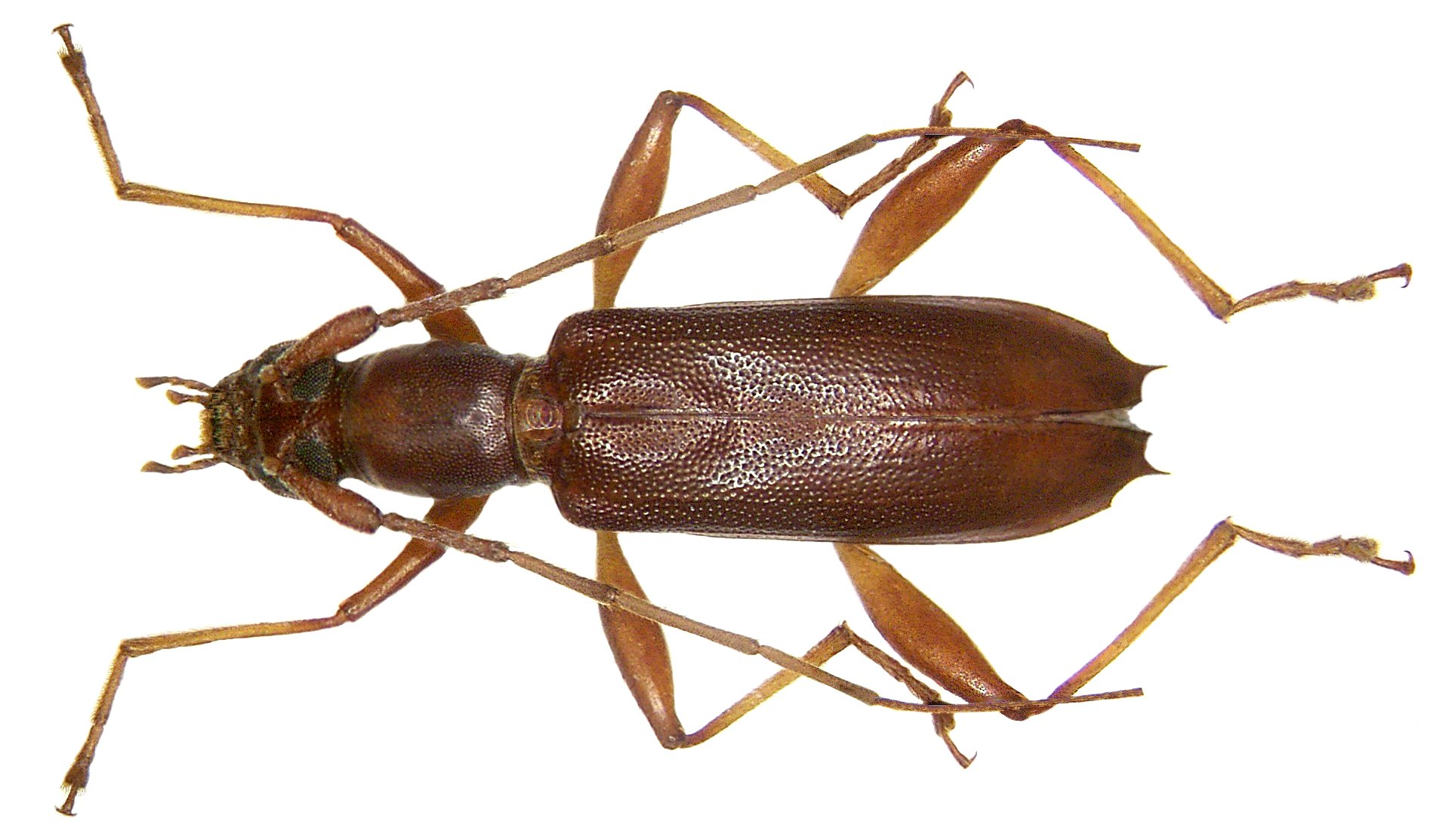
Tethionea tridentata

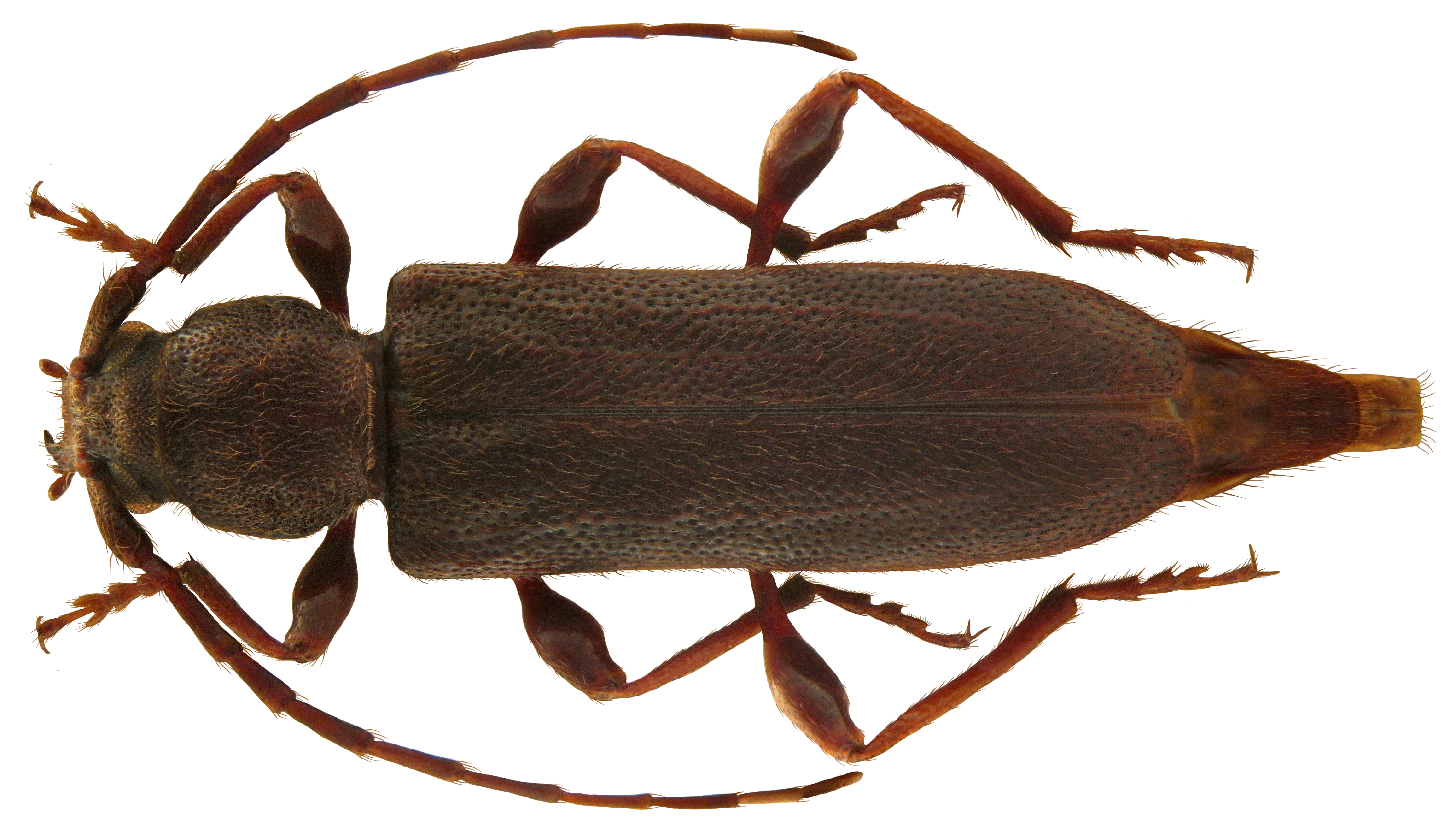
Trinophylum cribratum

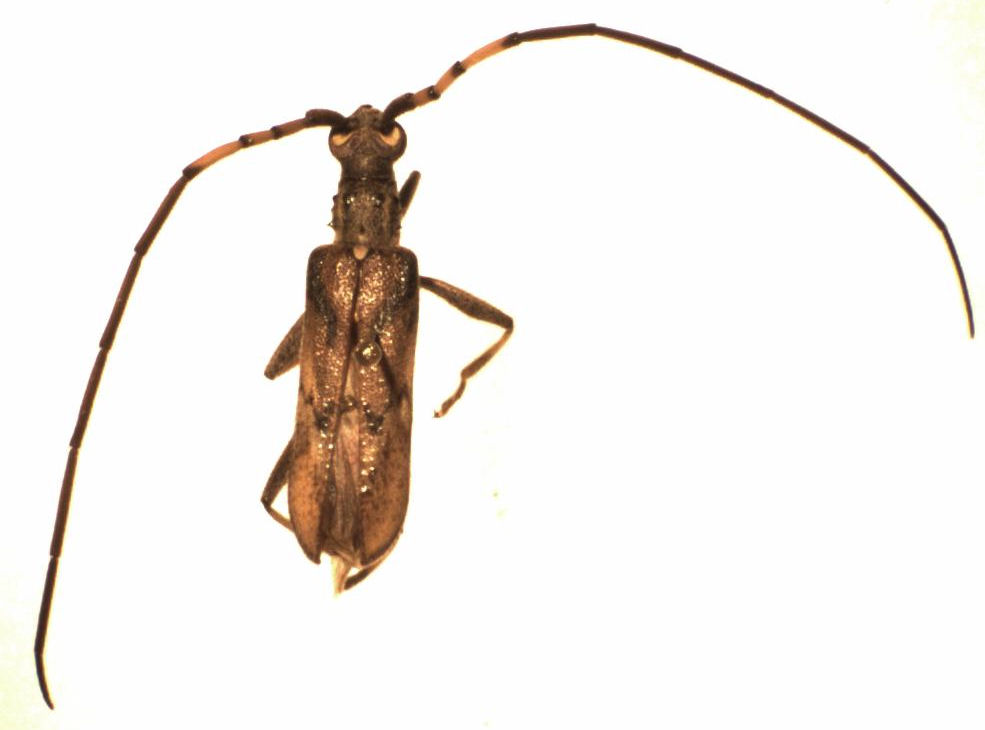
Didymocantha obliqua

Callidiopini (лат.) — триба жуков-усачей из подсемейства настоящих усачей (Cerambycinae). Встречаются повсеместно.

## Описание
Размер тела варьируется от маленького (менее 10 мм) до среднего (от 10 до 40 мм); в целом удлиненная. Глаза в основном почковидные, цельные (не полностью разделены на верхнюю и нижнюю доли). Усики в основном нитевидные, невооруженные; усики 11-члениковые, длинные, заходят за кончик брюшка. Переднеспинка в целом удлиненная (заметно длиннее ширины); боковые края переднеспинки невооруженные, без отчетливых шипов и бугорков; форма переднеспинки заметно уже в основании. Мезококсальные полости закрыты до мезепимерона. Вершины надкрылий без отчетливых шипов.

## Классификация
Триба включает 60 родов и более 350 видов. В составе трибы:
- Acuticeresium Villiers, 1970
- Acyrusa Pascoe, 1866
- Adrium Pascoe, 1866
- Agnitosternum Jordan, 1894
- Anthribatus Fairmaire, 1896
- Araespor Thomson, 1878
- Arrhythmus Waterhouse, 1878
- Asperidorsus Adlbauer, 2007
- Becvarium Holzschuh, 2011
- Bethelium Pascoe, 1866
- Bornesalpinia Vives, 2010
- Bouakea Adlbauer, 2003
- Callidiopis Lacordaire, 1869
- Ceresiella Holzschuh, 1995
- Ceresium Newman, 1842
- Cillium Fairmaire, 1898 — или в Ibidionini
- Coccothorax Aurivillius, 1917
- Conoxilus Adlbauer, 2002
- Coscinedes Bates, 1885
- Cristaphanes Vives, 2009
- Curtomerus Newman, 1833
- Demelius Waterhouse, 1874
- Diaspila Jordan, 1903
- Dictamnia Pascoe, 1869
- Didymocantha Newman, 1840
- Eburilla Aurivillius, 1912
- Ectinope Pascoe, 1875
- Elegantozoum Adlbauer, 2004
- Examnes Pascoe, 1869
- Falsoibidion Pic, 1922
- Ganosomus Fairmaire, 1901 — или Ibidionini
- Gelonaetha Thomson, 1878
- Herozoum Thomson, 1878
- Laniferus Dillon & Dillon, 1952
- Linyra Fairmaire, 1898
- Metacopa Fairmaire, 1896
- Minutius Fairmaire, 1896
- Nastocerus Fairmaire, 1898
- Neobethelium Blackburn, 1894
- Nesanoplium Chemsak, 1966
- Nesoptychias Kirkaldy, 1910
- Notoceresium Blackburn, 1901
- Oemona Newman, 1840
- Oxymagis Pascoe, 1866
- Paphora Pascoe, 1866
- Paralocus Fairmaire, 1898
- Parasalpinia Hayashi, 1962
- Pneumida Thomson, 1864 — или Cerambycini
- Porithodes Aurivillius, 1912 — или Elaphidiini
- Pseudodemonax Vives & Heffern, 2012
- Psylacrida Thomson, 1878
- Salpinia Pascoe, 1869
- Sassandrioides Adlbauer, 2004
- Semiope Pascoe, 1869
- Sidellus McKeown, 1945
- Stenobrium Kolbe, 1893
- Stenodryas Bates, 1873
- Stenygrinum Bates, 1873
- Sternangustatum Adlbauer, 2001
- Sternangustum Jordan, 1894
- Teladum Holzschuh, 2011
- Teocchius Adlbauer & Sudre, 2003
- Tethionea Pascoe, 1869
- Thephantes Pascoe, 1867
- Trimeroderus Fairmaire, 1896 — или Ibidionini
- Trinophylum Bates, 1878
- Vientiana Holzschuh, 2016
- Wahn McKeown, 1940
- Yorkeica Blackburn, 1899
- Zarina Fairmaire, 1898